# Комарова, Тамара Семёновна
Тама́ра Семёновна Комаро́ва (16 июня 1931, Москва — 29 августа 2021, там же) — советский и российский педагог, создатель целостной системы художественно-эстетического воспитания дошкольников. Доктор педагогических наук, профессор. Заслуженный деятель науки Российской Федерации, отличник народного просвещения РСФСР.

## Биография
Тамара Семёновна Комарова родилась в 1931 году в Москве в семье рабочих. В 1948 году окончила 8 классов средней школы, в 1951 Московское дошкольное педагогическое училище № 7, в 1955 — педагогический факультет Педагогического института им. В. И. Ленина.
В 1955—1961 годы работала преподавателем Иркутского дошкольного педучилища, воспитателем детского сада (Фрунзенский район Москвы), воспитателем-методистом, методистом городского дошкольного методического кабинета Московского городского отдела народного образования.
В 1965—1983 годы работала в НИИ дошкольного воспитания АПН СССР: младший, старший научный сотрудник; заместитель директора по научной работе (с 1976).
В 1983—1991 годы — профессор кафедры общей педагогики Московского государственного педагогического института им. В. И. Ленина; читала лекции по истории педагогики на факультетах музыки, художественно-графическом и дошкольного воспитания. Одновременно была председателем секции дошкольного воспитания Педагогического общества РСФСР.
С 1991 года заведовала кафедрой эстетического воспитания Московского государственного гуманитарного университета им. М. А. Шолохова; с 2015 года — профессор кафедры педагогики МПГУ.
Умерла 29 августа 2021 года. Похоронена на Троекуровском кладбище.

## Научная деятельность
В 1965 году, окончив аспирантуру НИИ дошкольного воспитания АПН СССР, защитила кандидатскую (научный руководитель Н. П. Сакулина), в 1980 — докторскую диссертацию.
Основное направление исследований — дошкольное воспитание:
- эстетическое, умственное и нравственное развитием детской личности, подготовка детей к школе[6];
- научная организация труда и управления в системе дошкольного воспитания.

Создала дидактически и психологически обоснованную, целостную систему обучения рисованию, лепке, аппликации детей 3-7 лет в детском саду, которая положена в основу совершенствования системы эстетического воспитания в дошкольных учреждениях России. Результаты исследований использованы в учебных программах подготовки студентов дошкольных факультетов педагогических институтов и университетов, дошкольных педагогических училищ и колледжей.
Является членом двух диссертационных советов и председателем диссертационного совета по присуждению учёной степени кандидата и доктора педагогических наук; академиком Международной педагогической академии, Международной академии наук педагогического образования, Академии безопасности, обороны и правопорядка.
Подготовила 8 докторов и около 100 кандидатов наук.
Автор более 300 научных работ — статей, монографий, учебных и дидактических пособий, методических рекомендаций.

### Избранные труды
- Комарова Т. С. Теория и практика обучения изобразительной деятельности в детском саду : автореф. дис. … д-ра пед. наук : 13.00.01. — М., 1979. — 35 с.
- Комарова Т. С. Формирование техники рисования у детей дошкольного возраста : автореф. дис. … канд. пед. наук : 13.00.00. — М., 1965. — 16 с.

## Награды
- медали[3][8]:
  - В ознаменование 100-летия со дня рождения Владимира Ильича Ленина,
  - медаль К. Д. Ушинского,
  - В память 850-летия Москвы
  - Ветеран труда,
  - медаль ордена «За заслуги перед Отечеством» II степени,
  - медали ВДНХ;
- Отличник народного просвещения РСФСР[3][8];
- Отличник просвещения СССР[3][8];
- Заслуженный деятель науки Российской Федерации[3][6][8];
- грамоты Министерства образования и науки Российской Федерации[9];
- Гран-при Международного конкурса научно-творческих работ «Правовая культура — основа гармонического развития личности и общества» 2016—2017 уч.г.[11]

## Комментарии
1. ↑  Ныне — педагогический колледж № 3 им. Н. К. Крупской[2].
2. ↑  По другим данным — с 1989 года[3].